# Helictopleurus marsyas
Helictopleurus marsyas là một loài bọ cánh cứng trong họ Bọ hung (Scarabaeidae).